# Серпій фарбувальний
Се́рпій фарбува́льний (Serratula tinctoria) — вид рослин родини айстрові.

## Будова
Рослина досягає 100 і більше сантиметрів у висоту. Суцвіття — багатоквітковий кошик, квітки з пелюстками червоних відтінків. Сім'янки довгасті, 3—5 мм довжиною, 1—2 мм шириною.

## Поширення та середовище існування
Росте в Європі.

## Практичне використання
З соку рослини отримують стійку жовту фарбу.

## Галерея

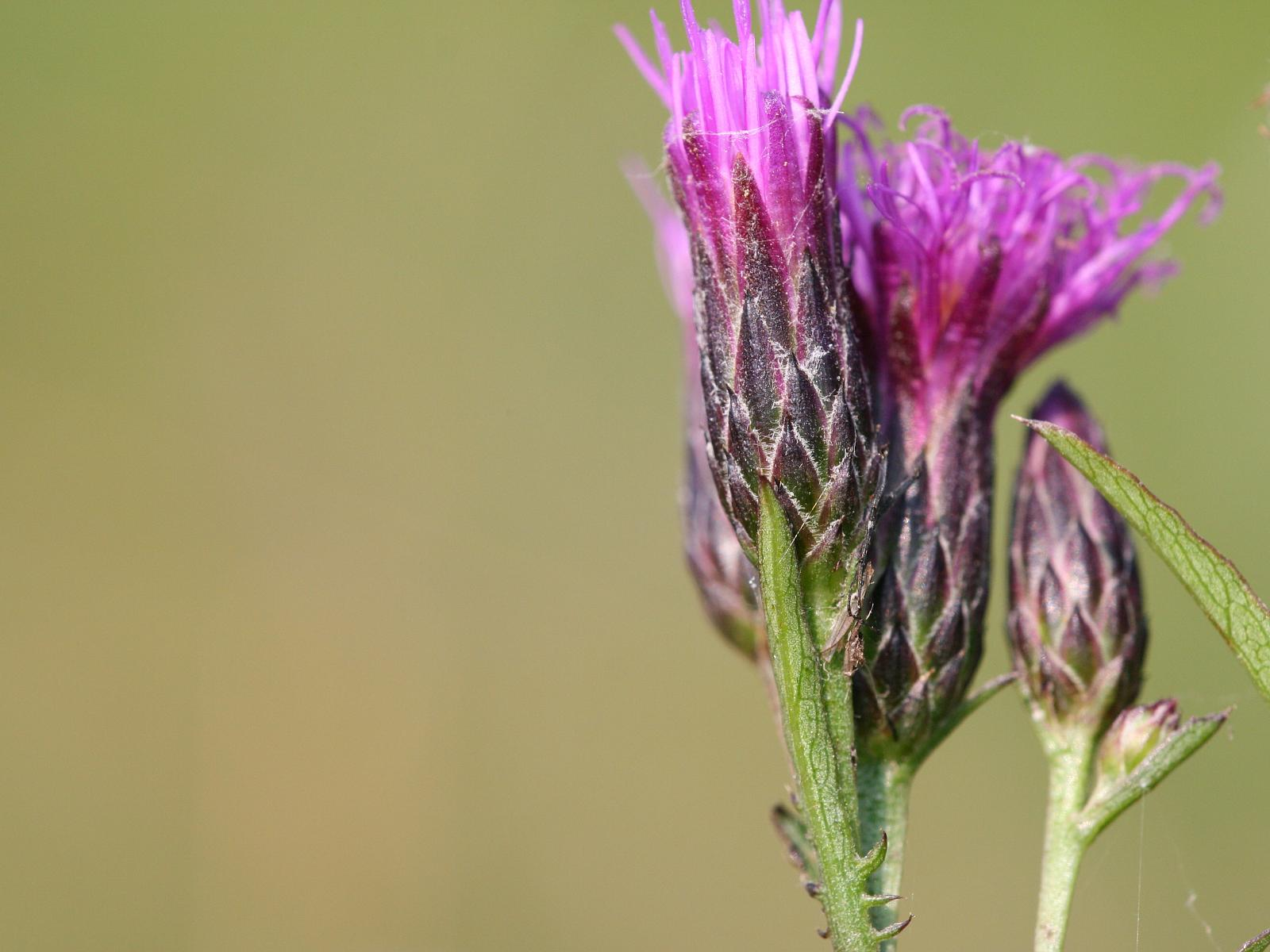
Квіти
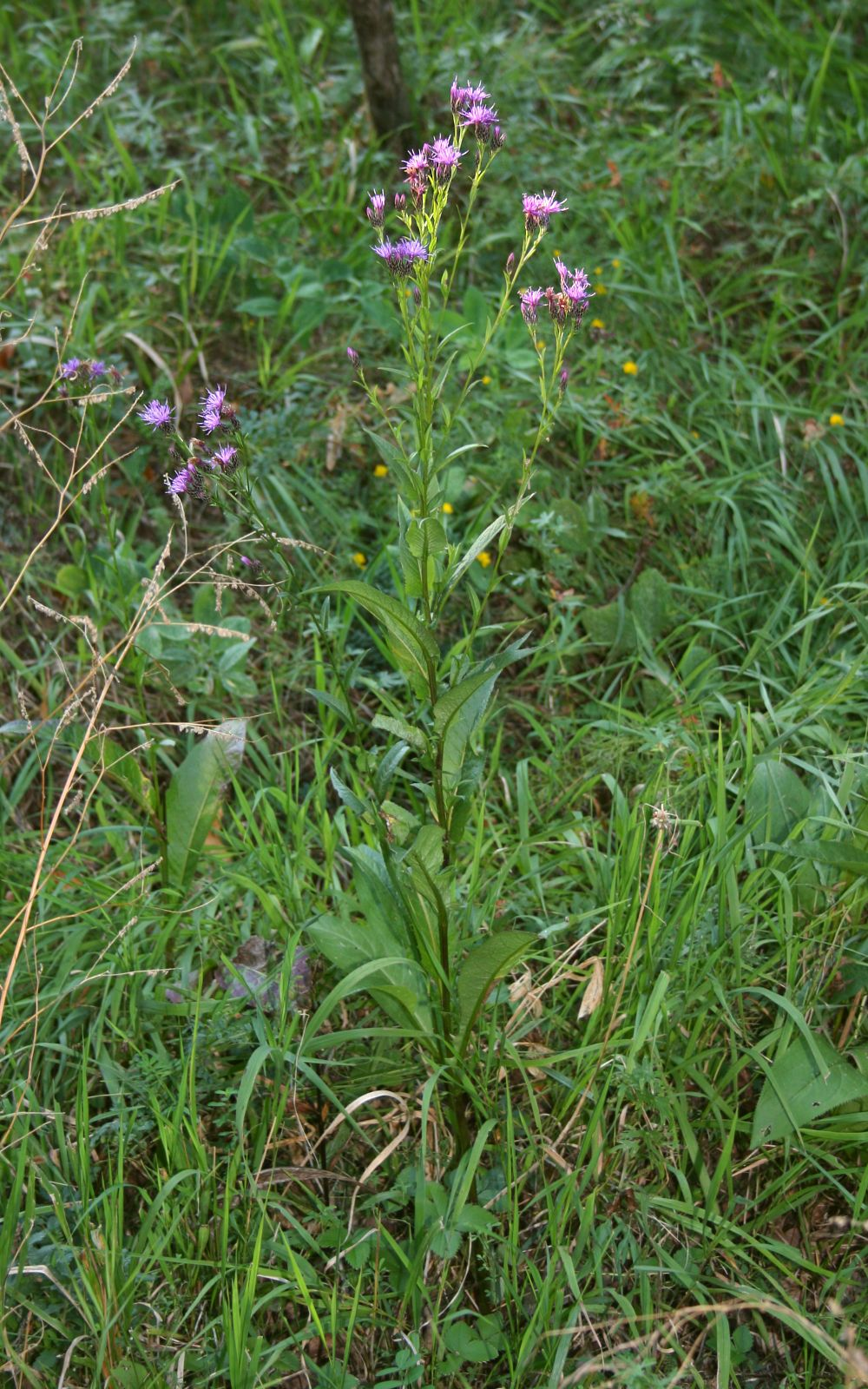
Зовнішній вигляд рослини